# اسطلخ‌کوه
اِسطَلخ‌کوه، روستایی از توابع بخش خورگام شهرستان رودبار در استان گیلان ایران است.

## جمعیت
این روستا در دهستان خورگام قرار داشته و براساس سرشماری سال ۱۳۸۵جمعیت آن ۲۱۳نفر (۷۰خانوار) بوده‌است.
مردمش به زبان تاتی و گالشی  تکلم می‌کنند.
زبان گالشی از بقایای زبان دیلمی است.

## تاریخ
قدمت این منطقه به سه هزار سال قبل، زمان حکومت امارد در خورگام می‌رسد. به احتمال زیاد با وجود این که پایتخت این حکومت، امل، در مازندران قرار دارد، قله‌های درفک یا اطراف ان شاهنشین بوده و بسیاری از پادشاهان این حکومت در آن نزدیکی دفن شده‌اند.

## آب و هوا
روستای اسطلخ کوه دارای آب و هوای معتدل کوهستانی است و ارتفاع از سطح دریای آن بالغ بر ۲۲۸۰ متر می‌باشد و مردمان آن به کار زراعت و دامداری مشغولند و به دلیل نبود کارخانجات صنعتی در منطقه و سنتی بودن کشاورزی و دامپروری برای امرار معاش اکثر آنها به شهرهای صنعتی ازجمله شهر قدس، کرج، قزوین، ملارد (سراسیاب) ، تهران و رشت مهاجرت کرده‌اند.

## مکان‌ها
بقعه سید نساء از نوادگان حضرت امام موسی ابن جعفر در این روستا زیبایی زیادی به آن بخشیده و هر روزه تعداد زیادی از هموطنان از دور و نزدیک رهسپار آنجا می‌شوند.
دشتهایی مملو از شقایق، بابونه، و گل گاو زبان در اردیبهشت ماه در این منطقه دیده می‌شود.